# チリ社会党
チリ社会党（チリしゃかいとう、スペイン語：Partido Socialista de Chile、PS）は、チリ共和国における中道左派政党。1933年に結成された。2021年に結成された中道左派の政党連合「民主社会主義」に参加している。また、世界各国の社会民主主義政党による国際機関である社会主義インターナショナルや進歩同盟に加盟している。

## 概要
1932年にたった12日間で崩壊した「チリ社会主義共和国」の経験に基づいて、新共和運動や革命的社会主義行動、社会主義秩序、社会主義マルクス主義者党、統一社会党といった左翼諸派政党が参加して1933年4月に結成された。後に大統領となったサルバドール・アジェンデは同党の創設メンバーの一人である。

### 人民戦線から人民連合へ
1938年、左翼諸政党を人民戦線に糾合し、急進党のルイス・アギーレ・セルダを大統領に当選させ、アジェンデが保健大臣として入閣した。しかし、1940年代後半に人民戦線は崩壊、以降、アジェンデは社会党・共産党・左翼小党派を糾合して人民行動戦線（FRAP）を組織して1958年・1964年の大統領選挙に立候補したが、キリスト教民主党を中心とする保守系候補に敗れた。
1970年の大統領選挙では、社会党とチリ共産党、左翼諸党派で構成された政党連合「人民連合」（UP）を組織して、議会での決選投票を経てついに当選する。しかし、人民連合内で、真のプロレタリア政権樹立には暴力革命も許される、と、書記長であったカルロス・アルタミラーノ・オレゴは強行姿勢を取った。それに反発する、キリスト教民主党と国民党連合の路線対立と、地主や資本家を及びJAP(物資配給委員会)対象外の中産階級を含む保守派の抵抗で、政局は混迷の度合いを深め、1973年9月７日事態打開のための海軍大将による国民投票要求を拒否。1973年9月11日、アウグスト・ピノチェトをリーダーとする軍部のクーデターで人民連合政権は崩壊した。クーデター直後、社会党は非合法化され激しい弾圧にさらされた。なお、最強派であったカルロスはブエノスアイレス、ハバナ経由で東ベルリンへ逃亡、弾圧とは無関係にあった。

### 反軍政闘争、民政復帰以降
その後、軍政に対する闘争方針を巡り、1978年に、共産党との共闘を優先し武装闘争を容認するアルタミラーノ書記長派（左派）と、キリスト教民主党など中道勢力との共闘を重視するアルメイダ外相派(右派)に分裂した。アルタミラーノ派は、1983年9月に共産党や革命的左翼運動と共に人民民主運動（MDP）を結成、一方、アルメイダ派は、キリスト教民主党や急進党、社会民主党など共に、民主同盟（AD）を結成、それぞれ別個に反軍政の運動を進めていった。しかし、1986年以降、軍政側との対話を通じて民政回復を進める穏健派が力を持つようになる中で、これまでのマルクス・レーニン主義を放棄し、1989年12月に再統一した。以来、コンセルタシオンの一員として活動している。なお、同じくコンセルタシオンの一員である「民主主義のための政党」（PPD）は、社会党右派の一部（ヌニェス派）が結成した政党で、二重党籍が認められているため、社会党の党籍がある人たちも参加している。
2009年12月の大統領選挙ではコンセルタシオン加盟政党のキリスト教民主党のエドゥアルド・フレイを支持したが、同年6月12日にPSを離党したマルコ・エンリケス＝オミナミ下院議員が無所属で立候補したことで票が割れ2位に留まり、翌2010年1月の決選投票でセバスティアン・ピニェラ候補（変革のための同盟）に敗れた。この選挙でコンセルタシオンのフレイ候補が敗北した責任を取る形で、1月23日にカミロ・エスカロナ党首やイザベル・アジェンデ副党首など党幹部が辞任を表明し、フルビオ・ロッシ下院議員が暫定的党首に就任した。その後、8月21日に元労働大臣のアンドラデ（Osvaldo Andrade）が新党首に就任した。アンドラデ党首はピニェラ大統領に対抗するため、コンセルタシオンの改革と左派傾向を強める必要を主張したが、同連合の枠外にある政党との連携については否定した。
2013年11月（第1回投票）と12月（決選投票）に行われたチリ大統領選挙では、野党による政党連合「新多数派」（Nueva Mayoría）に参加、新多数派の大統領候補となったミシェル・バチェレ元大統領を支援。大統領選第1回投票と同時に実施された上下両院選挙では、上院6議席（改選前5）・下院15議席（同11）をそれぞれ獲得した。
2015年4月に党内選挙が行われ、新体制となって初めて行われた5月の党中央委員会で3月まで上院議長を務めていたイザベル・アジェンデを新たな党首に選出した。
その後も「新多数派」の後継となる政党連合に一貫して参加しており、2021年の大統領選挙では中道左派連合「新社会協定」 (Nuevo Pacto Social) の一員として統一候補のヤスナ・プロボステを支援した。